# HMS Newfoundland (59)
Pour les autres navires du même nom, voir BAP Almirante Grau.
Le HMS Newfoundland (pennant number 59 / C59) est un croiseur léger de la classe Crown Colony construit pour la Royal Navy.

## Historique

### Seconde Guerre mondiale
À son admission au service actif, il s’entraîne avec la 10e division de croiseurs de la Home Fleet avant de gagner Plymouth pour participer à l'interception des forceurs de blocus allemands dans le golfe de Gascogne. Il retrouve la 12e division de croiseurs à Alger le 18 avril 1943 avant d'être transféré à la 15e division de croiseurs comme navire-amiral. Il participe à l'opération Corkscrew, le débarquement britannique sur Pantelleria, bombardant les positions italiens du 5 au 10 juin en compagnie des croiseurs Aurora, Penelope, Orion et Euryalus plus des destroyers et des vedettes lance-torpilles. Il enchaînera par l'opération Husky.
Le 23 juillet 1943, alors qu'il gagnait Malte depuis Augusta, le Newfoundland est torpillé par le sous-marin Ascianghi, étant gravement endommagé. Il arrive à Malte le lendemain pour des réparations temporaires et quitte l'île le 8 août pour rejoindre Gibraltar, reprenant la mer le 12 août pour Boston qu'il atteint dix jours plus tard. Le croiseur est pris en charge par l'arsenal de Boston jusqu'au 20 février 1944, s'ensuivant essais et remise en condition. Il est remis en service le 3 mai 1944 où il subit des travaux complémentaires et ce jusqu'au mois d'octobre.
Le 21 décembre 1944, il quitte Scapa Flow pour la Méditerranée, arrivant sur place au début du mois de janvier 1945. Le 2 février 1945, une torpille explose dans un tube bâbord, provoquant de sérieux dommages structurels. Il est réparé et on profite de cette immobilisation pour renforcer la DCA avec des canons de 40 mm. Il quitte l'Égypte le 26 mars pour l'Australie, arrivant à Sydney le 20 avril 1945. Après avoir participé à l'opération Deluge (débarquement à Dove Bay en Nouvelle-Guinée) le 12 mai 1945, le croiseur léger gagne Manus pour retrouver la British Pacific Fleet  au début du mois de juin. Il va ainsi couvrir différents raids menés par les porte-avions contre la région de Tokyo-Yokohama. Après la capitulation japonaise, le Newfoundland est présent à la cérémonie de reddition le 2 septembre 1945 en compagnie du Gambia.

### Après-guerre
Le croiseur va couvrir l'évacuation des prisonniers de guerre alliés et l'occupation du Japon. Il restera aussi déployé en Extrême-Orient et dans le Pacifique au sein de la 2e division de croiseurs de la British Pacific Fleet. Le 27 octobre 1946, il coule le croiseur lourd japonais Takao sévèrement endommagé le 30 juillet 1945 par des sous-marins de poche alors qu'il était mouillé à Singapour.
Il est de retour en Grande-Bretagne en décembre 1946, étant aussitôt mis en réserve pour subir une remise en état complète qui l'immobilisa jusqu'à la mi-mars. Il assure ensuite des missions d'écolage jusqu'au mois de juillet 1950 avant d'être mis en position de complément jusqu'à la fin de l'année à Devonport. En travaux à Devonport pour une modernisation de janvier 1951 à novembre 1952, le croiseur est remis en service le 14 novembre et déployé dans l'océan Indien à partir de la fin février 1953, servant depuis la base de Trincomalee avec parfois des passages à Singapour.
Le 5 avril 1954, le croiseur léger arrive aux Cocos pour y retrouver le paquebot Gothic (en) qui transportait la reine Elisabeth, rentrant d'un voyage en Australie et en Nouvelle-Zélande. Le croiseur escorte le paquebot jusqu'à Colombo puis jusqu'à Aden avant de reprendre un service plus classique. Le 22 mai, il quitte Ceylan pour Singapour afin de participer aux opérations anti-terroristes en Malaisie. Arrivé sur place le 27 mai, il va essentiellement effectué des tirs contre des forces à terre. Il va également effectuer une mission de présence en Extrême-Orient en se rendant au Japon, à Hong Kong, en Corée du Sud et aux Philippines. De retour à Singapour le 1er septembre, il passe quelques jours au bassin avant de rentrer à Trincomalee le 29 septembre 1954. Après une escale à Bombay du 19 au 23 octobre, le Newfoundland appareille pour Bahrein, arrivant à destination le 3 novembre. Il va être déployé dans le golfe Persique jusqu'au 9 décembre, faisant escale dans les ports de la région avant de rentrer à Trincomalee le 21 décembre 1954.
Le 22 janvier 1955, il quitte Ceylan pour rentrer en Grande-Bretagne, faisant escale à Aden du 28 au 31 janvier, à Malte du 8 au 10 février avant d'arriver à Portsmouth le 17 février. Il repart pour l'Extrême-Orient le 4 mars, arrivant à Malte le 11 mars. Il quitte Malte le 9 avril pour Aden où il arrive le 15 pour une courte escale de ravitaillement avant de gagner Singapour le lendemain 16 avril 1955. Il est en petit carénage jusqu'au 8 août avant essais et remise en condition jusqu'au 26 août, date à laquelle il est de nouveau disponible. Il va reprendre sa mission en Extrême-Orient, faisant escale à Hong Kong, en Chine et en Japon. En juin 1956, il participe à l'opération Mosaic (en), plus précisément le deuxième essai nucléaire qui eut lieu le 19 juin au large des îles de Montebello.
Devenu navire-amiral de la 5e division de croiseurs, il participe aux « événements de Malaisie » en bombardant la région de Kota Tinggi sur la côte est la péninsule malaisienne, tirant 101 coups de 152 mm le 23 août. Il aurait dû être en Australie durant les jeux olympiques de Melbourne (22 novembre-6 décembre 1956) mais la crise de Suez provoque un changement de programme. Il arrive à Trincomalee le 20, à Aden le 27 septembre, restant au Yemen jusqu'au 31 octobre, participant alors à l'opération Toreador, la protection du trafic commercial britannico-français dans le golfe de Suez en compagnie de navires plus légers.
Le 1er novembre, il attaque et coule la frégate égyptienne Domeat (ex-HMS Nith de la classe River) avec ses canons de 152 et de 102 mm, étant touché par un obus de 102 mm égyptien (un mort et cinq blessés), soixante-neuf égyptiens étant sauvés. L'opération Mousquetaire s'achève le 7 novembre après une intervention des Nations unies.
Il quitte Aden le 7 janvier 1957 pour rentrer à Singapour le 18 janvier, ne tardant pas à se déployer en Extrême-Orient, gagnant Hong-Kong pour un petit carénage d'avril à juillet 1957 avant des essais et une remise en condition jusqu'au 16 août, avant de rentrer à Singapour le 30 août. Il effectue à l'automne un déploiement au Japon et à Hong Kong, rentrant à Singapour au début du mois de janvier 1958. Il participe en avril à l'exercice Bullfight, un PASSEX (en) avec le porte-avions léger HMS Bulwark au large de Singapour avant un exercice OTASE, baptisé Ocean Link début mai avant des escales à Manille et à Hong Kong. C'est ensuite l'exercice OTASE « Jet » du 20 au 30 juin 1958.
Au mois de juillet 1958, il est déployé dans le golfe Persique à la suite du renversement de la monarchie irakienne le 14 juillet. Le croiseur léger reste déployé dans la région jusqu'au 13 septembre, quand il gagne Singapour pour préparer un nouveau déploiement en Extrême-Orient jusqu'à la fin de l'année au Japon et à Hong Kong. Il est en petit carénage du 15 décembre 1958 au 12 février 1959 avant des essais à la mer et une remise en condition. Il quitte Singapour le 16 avril pour rentrer en Grande-Bretagne, faisant escale à Mombasa, Zanzibar, Dar-es-Salaam, Lourenço Marques et Durban, arrivant à Portsmouth le 25 juin 1959.

### Marine péruvienne
Le Newfoundland est mis en réserve à Portsmouth en octobre 1959. Il est vendu au Pérou en novembre de la même année, le transfert officiel ayant lieu le 30 décembre 1959, le croiseur étant rebaptisé BAP Almirante Grau puis à partir de 1973, Capitán Quiñones quand fut mis en service le croiseur lance-missiles néerlandais De Ruyter avec à chaque fois la même marque de coque : CL-83. L'ex-Newfoundland est mis en réserve le 6 mars 1980, désarmé le 2 mai suivant puis vendu à la démolition et démantelé au Japon.